# Мокрядка
Мокря́дка (бел. Макра́дка) — деревня в составе Сластёновского сельсовета Чаусского района Могилёвской области Республики Беларусь.

## Население
- 2010 год — 23 человека